# Shalom Nagar
Shalom Nagar (em hebraico: שלום נגר; Iêmen, 1936 ou 1938 – Israel, 26 de novembro de 2024) foi um guarda prisional israelense nascido no Iêmen conhecido por executar o criminoso de guerra e oficial do Partido Nazista Adolf Eichmann por enforcamento. Sua identidade foi mantida em segredo por trinta anos por medo de represálias, até ser revelada por jornalistas em 1992.

## Início da vida
Nagar nasceu no Iêmen em meados da década de 1930. As fontes divergem quanto ao ano exato: Haaretz e The Times of Israel relatam seu ano de nascimento como 1936, enquanto o The Jerusalem Post relata 1938. Ele ficou órfão de pai e foi abandonado por sua mãe antes de se mudar para Israel em 1948.
Depois de chegar a Israel, Nagar viveu em campos de trânsito temporários antes de se mudar para Rosh HaAyin. Ele veio de uma família religiosa, mais tarde se tornando secular antes de retornar ao judaísmo ortodoxo após executar Eichmann.
Aos 18 anos, Nagar se juntou à Brigada de Paraquedistas das Forças de Defesa de Israel. Foi nessa época que ele abandonou suas crenças judaicas tradicionais e se tornou secular. Após seu serviço militar, ele trabalhou para a Polícia de Fronteiras e se juntou ao Serviço Prisional de Israel.

## Adolf Eichmann
Nagar estava trabalhando para o Serviço Prisional de Israel na Prisão de Ramla no início dos anos 1960, quando o criminoso de guerra e oficial do Partido Nazista Adolf Eichmann foi mantido lá durante o julgamento por seu papel no Holocausto.
Nagar foi um dos 22 "guardas de Eichmann" escolhidos a dedo. O primeiro-ministro na época, David Ben-Gurion, garantiu que os guardas de Eichmann fossem sefarditas, pois ele sentia que os judeus asquenazes cujas famílias foram mortas no Holocausto seriam motivados a prejudicar o prisioneiro. A vigilância suicida era uma tarefa fundamental. Esses guardas também eram encarregados de testar a comida dada ao prisioneiro, por medo de que alguém tentasse envenená-lo. Ele guardou Eichmann por seis meses e estava sempre na presença de outros guardas.
Nagar disse que foi selecionado aleatoriamente para realizar a execução após a sentença de morte de Eichmann em dezembro de 1961. Embora estivesse de licença na época e não quisesse o dever, ele foi convencido a aceitá-lo depois de ver fotos das atrocidades do Holocausto contra crianças. Em 2005, ele disse à revista judaica Mispacha: "Fiquei tão chocado que concordei em fazer o que precisava ser feito".
Tal era o segredo em torno da execução que o comandante de Nagar o recolheu para o dever, colocando-o em um carro enquanto ele caminhava na rua com sua esposa. Nagar estava preocupado que ela acreditasse que ele havia sido sequestrado, então eles retornaram para dizer que ele havia sido chamado porque a prisão estava com falta de pessoal.
A execução por enforcamento ocorreu em algum momento entre 30 de maio e 1º de julho de 1962 na Prisão de Ayalon em Ramla. Esta foi a única execução judicial já realizada em Israel. Nagar descreveu a chegada à forca quando Eichmann já tinha a corda em volta do pescoço e estava de pé sobre um alçapão. Enquanto um relato oficial afirma que havia duas pessoas que puxaram uma alavanca simultaneamente para realizar a execução, Nagar não se lembra de mais ninguém estar lá. Ele disse que olhou nos olhos de Eichmann antes de pisar atrás de uma tela para puxar a alavanca.
Depois de uma hora, Nagar tirou o corpo do cadafalso. Ele disse que o som alto e ofegante do ar sendo liberado dos pulmões do cadáver o fez sentir que "o Anjo da Morte tinha vindo para me levar também".
Depois, era o trabalho de Nagar levar o cadáver para cremação em um forno construído simbolicamente por um sobrevivente do campo de concentração. Ele lutou; suas mãos tremiam e ele tinha dificuldade para andar sem ajuda.
As cinzas de Eichmann foram mais tarde espalhadas no mar, além das águas territoriais de Israel. Foi planejado que Nagar as levaria para o porto, mas ele ficou tão traumatizado pelo enforcamento que foi escoltado para casa, e uma van da polícia transportou as cinzas. Nos anos seguintes, Nagar sofreu de TEPT e pesadelos, e temeu que Eichmann o estivesse seguindo.

## Anos posteriores
Após seu tempo em Ramla, Nagar trabalhou em uma prisão em Hebron. Ele foi um dos primeiros israelenses a proteger palestinos presos sob a recém-formada Província Militar de Israel. Ele alegou ter sido o primeiro a sugerir que Moshe Levinger e as quatorze famílias que originalmente se estabeleceram em Hebron recebessem alojamentos convertidos dos antigos estábulos do Rei Hussein.
Na década de 1980, Nagar foi questionado se ele executaria Ivan Demjanjuk. Ele recusou, dizendo mais tarde que já tinha "sido traumatizado o suficiente".
A identidade de Nagar como o carrasco de Eichmann foi mantida em segredo por 30 anos devido ao medo de represálias, até ser descoberta e revelada por jornalistas em 1992. Eles estavam pesquisando um programa de rádio no aniversário da morte de Eichmann, revisando registros da prisão e conversando com ex-funcionários da prisão. Naquela época, Nagar estava morando em Kiryat Arba, um assentamento urbano israelense na Cisjordânia, no qual sua família era uma das fundadoras. Ele disse que jurou segredo sobre a execução, mas depois que o chefe do Mossad, Isser Harel, publicou um livro sobre a captura de Eichmann, ele sentiu que não tinha nada a temer, dizendo: "Além disso, eu estava envolvido na grande mitzvá de exterminar Amaleque".
Nagar estava presente no massacre do Túmulo dos Patriarcas em Hebron em 1994. Isso o levou a se mudar da área com sua família.
De acordo com o Jewish Herald-Voice, quando um meio de comunicação alemão pediu para entrevistar Nagar em 2004, ele insistiu que a entrevista acontecesse em seu kollel. O jornal descreve a "sala de estudos judaica" como sendo "tudo menos silenciosa", com "pilhas de livros espalhados por todo lugar e vozes argumentativas altas". Quando o repórter alemão perguntou por que ele queria ser entrevistado em um ambiente tão barulhento, Nagar respondeu que queria que qualquer entrevista na televisão, provavelmente assistida por milhões de alemães, mostrasse que o povo judeu estava prosperando nos valores, cultura e tradições que "Hitler e Eichmann [...] queriam dizimar".
Em meados dos seus setenta anos, Nagar estava trabalhando como um matador kosher em Holon.
Gabriel Erem, escrevendo para o Jewish News Syndicate, descreveu Nagar como "de fala mansa" e "piedoso". Erem descreveu em 2021 a audiência sobre a condição médica precária de Nagar e sua casa modesta, e reuniu descendentes de famílias do Holocausto para financiar "uma casa de repouso adequada, supervisionada por médicos e de primeira classe para o último herói vivo de uma era".
Nagar morreu em 26 de novembro de 2024, com relatos colocando sua idade em 86 ou 88.

## Representação na mídia
Nagar foi o tema de um documentário de 2010, Hatalyan, ("O Carrasco" em hebraico: התליין) de Avigail Sperber e Netalie Braun. O filme ganhou o prêmio de Melhor Documentário no Festival Internacional de Cinema de Haifa. Renee Ghert-Zand escreveu para o The Forward que depois de ver Hatalyan, "é difícil não pensar em Shalom Nagar como o Forrest Gump de Israel". Ela explicou: "Como o personagem interpretado por Tom Hanks, Nagar improvavelmente se encontra no meio de eventos históricos e conhecendo pessoas famosas (infames, na verdade)". Ela concluiu que "o olhar nos olhos de Nagar [...] sugere mais para esse personagem da vida real do que chavões religiosos e uma natureza afável".
Uma novelização em alemão de sua história, Nagars Nacht ("A Noite de Nagar"), também foi publicada. O Library Journal disse sobre a tradução em inglês: "A mistura do passado com o presente, dos fatos com a ficção, dá vida a Eichmann e até o humaniza, um feito que expande impressionantemente nossa compreensão do Holocausto".